# فرد گودوین (بازیکن فوتبال)
فرد گودوین (انگلیسی: Fred Goodwin؛ 1888 – ۱۹۴۵ (۵۶−۵۷ سال)) بازیکن فوتبال اهل بریتانیا بود.
از باشگاه‌هایی که در آن بازی کرده‌است می‌توان به باشگاه فوتبال مکلسفیلد تاون، باشگاه فوتبال اکستر سیتی، باشگاه فوتبال وستهام یونایتد، باشگاه فوتبال کونگلتون تاون، باشگاه فوتبال برایتون اند هوو آلبیون، و باشگاه فوتبال برنلی اشاره کرد.